# 50000 Quaoar
50000 Quaoar (privremena oznaka 2002 LM60), transneptunski objekt u Kuiperovom pojasu, gotovo sigurno patuljasti planet. Otkrili su ga Chad Trujillo i Michael Brown, 4. lipnja 2002. pomoću snimki iz zvjezdarnice Palomar.